# Amédée Gastoué
Amédée Henri Gustave Noël Gastoué (* 19. März 1873 in Paris; † 1. Juni 1943 in Clamart) war ein französischer Musikwissenschaftler und Komponist.
Gastoué studierte bei Albert Lavignac und Alexandre Guilmant. Er war Kapellmeister an St. Jean-Baptiste de Belleville und Lehrer für gregorianischen Gesang an der Schola Cantorum, der katholischen Universität in Paris, am Collège Stanislas und am Lycée Montaigne. Von 1934 bis 1936 war er Präsident der Société Française de Musicologie.
Er verfasste eine Anzahl von Werken über die Geschichte der Kirchenmusik, insbesondere zur Gregorianik und komponierte kirchenmusikalische Werke, Orchesterwerke, Kammermusik sowie Klavier- und Orgelwerke.

## Werke (Auswahl)
- Histoire du chant liturgique à Paris. Poussielgue, Paris
- Des origines à la fin des temps carolingiens. Bd. 1, 1904
- Les origines du chant romain. L’antiphonaire grégorien. Picard, Paris 1907
- César Franck 1822–1890. Notice biographique. 1908
- L’art grégorien. Edition Alcan, Paris 1911
- L’orgue en France de l’antiquité au début de la période classique. Schola Cantorum, Paris 1921
- L’église et la musique. Grasset, Paris 1936
- Georges Bizet. Dumoulin, Paris 1938